# Prodaná nevěsta (film, 1913)
Prodaná nevěsta je česká komedie z roku 1913 režiséra Maxe Urbana. Filmový materiál je považován za ztracený.

## Obsazení
| Tadeusz Dura       | Jeník     |
| Marie Šlechtová    | Mařenka   |
| Adolf Krössing     | Vašek     |
| Emil Pollert       | Kecal     |
| Emil Burian        | Krušina   |
| Věra Pivoňková     | Krušinová |
| Karel Hruška       | principál |
| Ema Miřiovská      | Esmeralda |
| Gabriela Horvátová | Hata      |
| Otakar Chmel       | Mícha     |

## Produkce
Šlo vlastně o záznam několika scén ze stejnojmenné opery Bedřicha Smetany. Scény byly ztvárněny souborem Národního divadla a sólistů v přírodním divadle v pražské Šárce 16. května 1913.